# Gunna
Серхіо Джовані Кітенс (англ. Sergio Giavanni Kitchens; народився 14 червня 1993 року), відомий під псевдонімом Gunna, є американським репером і автором пісень. У 2016 році він підписав контракт з лейблом YSL Records Young Thug, дочірнім лейблом 300 Entertainment, і здобув популярність завдяки своєму третьому мікстейпу Drip Season 3 (2018). Він потрапив у чарт Billboard 200, а його спільний мікстейп з репером Lil Baby з Джорджії Drip Harder досяг четвертого місця в чарті. Його головний сингл, "Drip Too Hard", досяг четвертого місця в Billboard Hot 100, отримав діамантову сертифікацію від Американської асоціації звукозапису (RIAA) та був номінований на Греммі в категорії "Найкраще реп/спів виконання" на 62-й церемонії нагородження.
Його дебютний студійний альбом Drip or Drown 2 (2019) досяг третього місця в Billboard 200, а його другий альбом Wunna (2020) дебютував на вершині чарта. Його сингл 2020 року, "Lemonade" (з Internet Money та Don Toliver за участі Nav)), досяг шостого місця в Billboard Hot 100. Третій альбом, DS4Ever (2022), став другим поспіль альбомом, який очолив чарт, тоді як його четвертий альбом A Gift & a Curse (2023) досяг третього місця і породив його другий топ-10 сингл "FukUMean". П'ятий альбом One of Wun (2024) досяг другого місця в Billboard 200 і підтримувався топ-40 треком "One of Wun".
11 травня 2022 року Gunna був заарештований через два дні після затримання ймовірного співзмовника Young Thug в рамках обвинувачення у справі про рекет за 56 пунктами проти лейбла YSL. 14 грудня 2022 року Gunna уклав угоду зі слідством і був звільнений з в'язниці.

## 2016–2018: Початок кар'єри та серія Drip Season
Gunna познайомився з репером Young Thug через Keith "King" Troup, спільного друга та громадського діяча, який помер у грудні 2015 року. Пізніше він з'явився разом з реперами Travis Scott та Gucci Mane на пісні Thug'а "Floyd Mayweather" з його комерційного мікстейпу Jeffery.
14 жовтня 2016 року Gunna випустив свій мікстейп Drip Season через YSL Records. У ньому брали участь члени YSL, такі як Young Thug, Lil Duke та Nechie. Він випустив мікстейп Drip Season 2 11 травня 2017 року, де взяли участь багато популярних артистів з Атланти та YSL, таких як Young Thug, Playboi Carti та Offset. Пісня з мікстейпу "YSL" за участю Playboi Carti звучала на радіостанції гри Grand Theft Auto. 30 листопада 2017 року він випустив свій дебютний міні-альбом Drip or Drown, який повністю спродюсував його продюсер і близький друг Wheezy, з єдиною участю Young Thug.

## 2018: Прорив з Drip Season 3 та Sold Out Dates
2 лютого 2018 року Gunna випустив комерційний мікстейп Drip Season 3. У ньому брали участь відомі гості, такі як Hoodrich Pablo Juan, Lil Durk, Nav, Metro Boomin та Lil Yachty, тоді як у делюкс-виданні також з'явилися Lil Uzi Vert, Young Jordan, Young Thug та Lil Baby. Стандартне та делюкс-видання були випущені одночасно.
17 квітня 2018 року Gunna випустив сингл під назвою "Sold Out Dates" за участю Lil Baby, його близького друга та частого співробітника. Пісня стала однією з його основних записів та отримала мільйони прослуховувань на платформах, таких як YouTube та SoundCloud. Зрештою, пісня була випущена як неальбомний сингл після витоків. 3 серпня Gunna також з'явився разом з Nav у синглі Travis Scott "Yosemite", видатній пісні з його третього студійного альбому Astroworld, який також став найпродаванішим альбомом року. Куплет у пісні, виконаний Скоттом, нагадує куплет Gunna у "Sold Out Dates". Більшість популярності пісні припала на участь Gunna у приспіві.
12 вересня 2018 року Gunna та Lil Baby випустили спільний сингл "Drip Too Hard", який став головним синглом їхнього спільного мікстейпу Drip Harder. Сингл досяг 4-го місця у чарті Billboard Hot 100. Мікстейп був випущений 5 жовтня. За участю Lil Durk, Nav, Young Thug та Drake, він досяг 4-го місця у чарті Billboard 200.

## 2019: Drip or Drown 2
1 лютого 2019 року Gunna випустив сингл "One Call", який отримав платинову сертифікацію і став головним синглом його дебютного студійного альбому Drip or Drown 2. 11 лютого він випустив другий і останній сингл "Speed it Up". Альбом був випущений 22 лютого за участю реперів з Атланти Lil Baby, Young Thug та Playboi Carti, і досяг 3-го місця у чарті Billboard 200.
16 серпня 2019 року він з'явився на синглі Young Thug "Hot" з його дебютного студійного альбому So Much Fun. Пісня досягла першого місця в Apple Music. На пісню було зроблено ремікс з додатковим куплетом від Travis Scott 31 жовтня (Геловін), завдяки чому пісня досягла 11-го місця у чарті Billboard Hot 100. Gunna також з'явився у пісні "Surf" з альбому, а також у "Diamonds" з делюкс-версії, яка була випущена у грудні 2019 року.

## 2020–2022: Wunna, DS4EVER та Slime Language 2
У лютому 2020 року Gunna з'явився у трьох піснях. Він з'явився у реміксі Pop Smoke "Dior", випущеному 12 лютого. Він також з'явився у пісні Marlo "My Hood" разом із Roddy Ricch та London on da Track, а також у пісні A Boogie wit da Hoodie "Numbers", обидві були випущені 14 лютого. Пізніше Gunna випустив спільний сингл з Nav під назвою "Turks" за участю Travis Scott. Пісня була випущена 27 березня 2020 року і стала головним синглом третього студійного альбому Nav Good Intentions (Gunna також з'явився у треку "Codeine" з альбому). "Turks" стала другою спільною роботою цих трьох артистів після пісні Scott "Yosemite". Через шість днів, 2 квітня 2020 року, він випустив спільний трек з продюсером Turbo та Young Thug під назвою "Quarantine Clean", що посилається на пандемію COVID-19.
6 березня 2020 року він випустив "Skybox", головний сингл свого другого студійного альбому Wunna. Пісня була випущена разом із супровідним музичним відео. 18 травня 2020 року Gunna випустив заголовну пісню альбому, яка стала другим синглом. Чотири дні потому, 22 травня, Gunna випустив альбом. У ньому брали участь такі гості, як Young Thug, Nechie, Lil Baby, Roddy Ricch та Travis Scott. Альбом дебютував на першому місці у чарті Billboard 200, ставши його першим альбомом, що досяг цієї позиції. 24 липня 2020 року він випустив делюкс-версію альбому з вісьмома додатковими піснями, за участю таких гостей, як Yak Gotti, Future, Nav та Lil Uzi Vert.
14 серпня 2020 року Gunna та хіп-хоп колектив і лейбл Internet Money випустили сингл "Lemonade" за участю Don Toliver та Nav.
16 квітня 2021 року Gunna випустив спільний альбом з Young Thug та їхнім лейблом Young Stoner Life під назвою Slime Language 2.
7 січня 2022 року Gunna випустив свій третій студійний альбом DS4Ever, який є четвертим і останнім випуском серії Drip Season. В альбомі брали участь такі гості, як Future, Young Thug, 21 Savage, Drake, Kodak Black, Chlöe, Lil Baby, G Herbo, Nechie, Chris Brown, Yung Bleu та Roddy Ricch.

## 2023–дотепер: A Gift & A Curse та One of Wun
Через п'ять місяців після звільнення з в'язниці Gunna випустив трек "Bread & Butter", у якому він говорить про свій арешт і звинувачення в тому, що він видав банду YSL. На свій 30-й день народження Gunna анонсував новий альбом під назвою A Gift & A Curse, який вийшов на наступний день.
Після випуску пісні "Prada Dem" за участю Offset, Gunna оголосив назву свого п'ятого студійного альбому у квітні 2024 року. 3 травня 2024 року він випустив ще один сингл "WhatsApp (Wassam)", який став другим синглом з його майбутнього альбому One of Wun. Того ж дня Gunna оголосив, що One of Wun вийде 10 травня 2024 року. В альбомі брали участь такі гості, як Offset, Normani, Leon Bridges та Roddy Ricch, і він дебютував на другому місці у чарті US Billboard 200. 14 травня 2024 року Gunna з'явився разом з ямайським репером Skillibeng у пісні "Jump" з дебютного альбому південноафриканської співачки Tyla. Пісня супроводжувалася музичним відео, яке було знято в Хіллброу, Йоганнесбурзі, та Кліптауні, Совето.

## Проблеми із законом
Судовий процес YSL за законом RICO
У травні 2022 року Gunna та Young Thug були серед 28 осіб, пов'язаних із YSL Records, яких звинуватили за 56 пунктами обвинувачення за законом RICO, поданими окружним прокурором округу Фултон, Фані Вілліс.[41] 11 травня 2022 року Kitchens (Gunna) сам здався владі.[42] Kitchensу було відмовлено в заставі, а суд було призначено на 9 січня 2023 року.[43] 13 жовтня 2022 року Kitchens знову було відмовлено у звільненні з в'язниці перед січневим судом.[44]
14 грудня 2022 року Kitchens визнав себе винним за одним пунктом звинувачення в рекеті та був засуджений до п'яти років ув'язнення, причому один рік замінили на час, який він уже відсидів, а решту вироку відстрочили за умови дотримання умов випробувального терміну, включаючи 500 годин громадських робіт. Того ж дня він був звільнений із в'язниці.[45]

## Дискографія

### Студійні альбоми
- Drip Season (2016)
- Drip Season 2 (2017)
- Drip or Drown (2017)
- Drip Season 3 (2018)
- Drip Harder (2018)
- Drip or Drown 2 (2019)
- WUNNA (2020)
- Slime Language 2 (2021)
- DS4Ever (2022)
- a Gift & a Curse (2023)
- One of Wun (2024)

| Grammy Awards | Рік  | Номінант                                            | Категорії                      | Результат   |
| ------------- | ---- | --------------------------------------------------- | ------------------------------ | ----------- |
| Grammy Awards | 2020 | "Drip Too Hard" (with Lil Baby)                     | Найкраще реп/співане виконання | Номінований |
| Grammy Awards | 2022 | Doja Cat - Planet Her (Deluxe) (as featured artist) | Альбом року                    | Номінований |
| Grammy Awards | 2023 | "Pushin P" (with Future featuring Young Thug)       | Найкраще реп-виконання         | Номінований |
| Grammy Awards | 2023 | "Pushin P" (with Future featuring Young Thug)       | Найкраща реп пісня             | Номінований |